# Chiroxiphia
Chiroxiphia is een geslacht van manakins (Pipridae) en telt zeven soorten.

## Soorten
De volgende soorten zijn bij het geslacht ingedeeld:
- Chiroxiphia boliviana – Yungasmanakin
- Chiroxiphia caudata – Zwaluwstaartmanakin
- Chiroxiphia lanceolata – Lancetmanakin
- Chiroxiphia linearis – Langstaartmanakin
- Chiroxiphia pareola – Prachtmanakin
- Chiroxiphia bokermanni – Araripemanakin
- Chiroxiphia galeata – Helmmanakin